# Ерлі (Техас)
Ерлі (англ. Early) — місто (англ. city) в США, в окрузі Браун штату Техас. Населення — 3087 осіб (2020).

## Географія
Ерлі розташоване за координатами 31°44′42″ пн. ш. 98°56′15″ зх. д. / 31.74500° пн. ш. 98.93750° зх. д. (31.745057, -98.937462).  За даними Бюро перепису населення США в 2010 році місто мало площу 7,59 км², уся площа — суходіл.

## Демографія
Згідно з переписом 2010 року, у місті мешкали 2762 особи в 1054 домогосподарствах у складі 770 родин. Густота населення становила 364 особи/км².  Було 1138 помешкань (150/км²).
Расовий склад населення:
| - 89,5 % — білих - 1,7 % — азіатів - 0,8 % — корінних американців - 0,8 % — чорних або афроамериканців - 5,1 % — осіб інших рас |

До двох чи більше рас належало 2,0 %. Частка іспаномовних становила 15,1 % від усіх жителів.
За віковим діапазоном населення розподілялося таким чином: 27,3 % — особи молодші 18 років, 59,0 % — особи у віці 18—64 років, 13,7 % — особи у віці 65 років та старші. Медіана віку мешканця становила 37,0 року. На 100 осіб жіночої статі у місті припадало 93,7 чоловіків;  на 100 жінок у віці від 18 років та старших — 91,0 чоловіків також старших 18 років.
Середній дохід на одне домашнє господарство  становив 55 251 долар США (медіана — 48 984), а середній дохід на одну сім'ю — 59 215 доларів (медіана — 52 375). Медіана доходів становила 44 609 доларів для чоловіків та 24 693 долари для жінок. За межею бідності перебувало 9,7 % осіб, у тому числі 12,6 % дітей у віці до 18 років та 10,5 % осіб у віці 65 років та старших.
Цивільне працевлаштоване населення становило 1135 осіб. Основні галузі зайнятості: освіта, охорона здоров'я та соціальна допомога — 33,2 %, публічна адміністрація — 11,3 %, виробництво — 10,9 %.